# Поліна Кельм
Поліна Кельм — українська кінорежисерка, документалістка. У 2010 році закінчила Національний університет театру, кіно та телебачення ім. І.К. Карпенка-Карого за спеціальністю «кінорежисер». Працює сценаристом, режисером, продюсером. Фільм "Крок до свята" з документального альманаху "ПозаЄвро" був відібраний до показу під час Kraków Film Festival в 2013 році. Документальна стрічка "Позитив" була показана на таких фестивалях, як Docudays, Jihlava IDFF, DOK Leipzig та HotDocs. У 2014 році фільм був номінований на найкращу документальну стрічку 
від Національної Гільдії Кінематографістів України та Best Short Documentary, Silver Eye Award, Jihlava IDFF.
Членкиня Української Гільдії Режисерів та Документальної Асоціації Європи (Documentary Association of Europe, DAE).
В 2021 році організувала лабораторію з підтримки українських документалистів з їх проєктами на стадії девелопменту - УкрДокЛаб/UkrDocLab. Перша сесія відбулась за участі міжнародного тьютора - Мікаеля Опструпа та за підтримки Українського культурного фонду.

## Фільмографія
- La Belochka (2005)
- Будинок (2006)
- ФРО (2008)
- Неперервність (2010)
- Крок до свята / кіноальманах «Поза Євро» (2012)
- Позитив (2014)

## Громадська позиція
У червні 2018 записала відеозвернення на підтримку ув'язненого у Росії українського режисера Олега Сенцова
1. 1 2  http://docudays.ua/2014/movies/docukorotko2014/pozitiv/
2. ↑  Sentsov 54. YouTube. Free Sentsov. 5 червня 2018. Процитовано 6 червня 2021.{{cite web}}:  Обслуговування CS1: Сторінки з параметром url-status, але без параметра archive-url (посилання)